# St. Mary (Montana)
St. Mary est un village situé à la limite occidentale de la réserve indienne des Pieds-Noirs et à la limite orientale du parc national de Glacier dans le Montana aux États-Unis. Le village se situe entre le lac St. Mary (à l'ouest) et le Lower St. Mary Lake (à l'est). Le village se trouve au terminus oriental de la route touristique Going-to-the-Sun Road qui traverse le parc national d'est en ouest sur 85 km. 
La population qui réside toute l’année dans le village est composée de moins de 50 personnes. En été, la population augmente sensiblement avec l'arrivée des touristes qui désirent visiter le parc adjacent. Des commerces, des lodges et des campements sont là pour les accueillir.
La U.S. Route 89 passe à travers le village. Elle permet de rejoindre vers le nord la frontière avec le Canada et la ville de Calgary.

## Galerie d'images

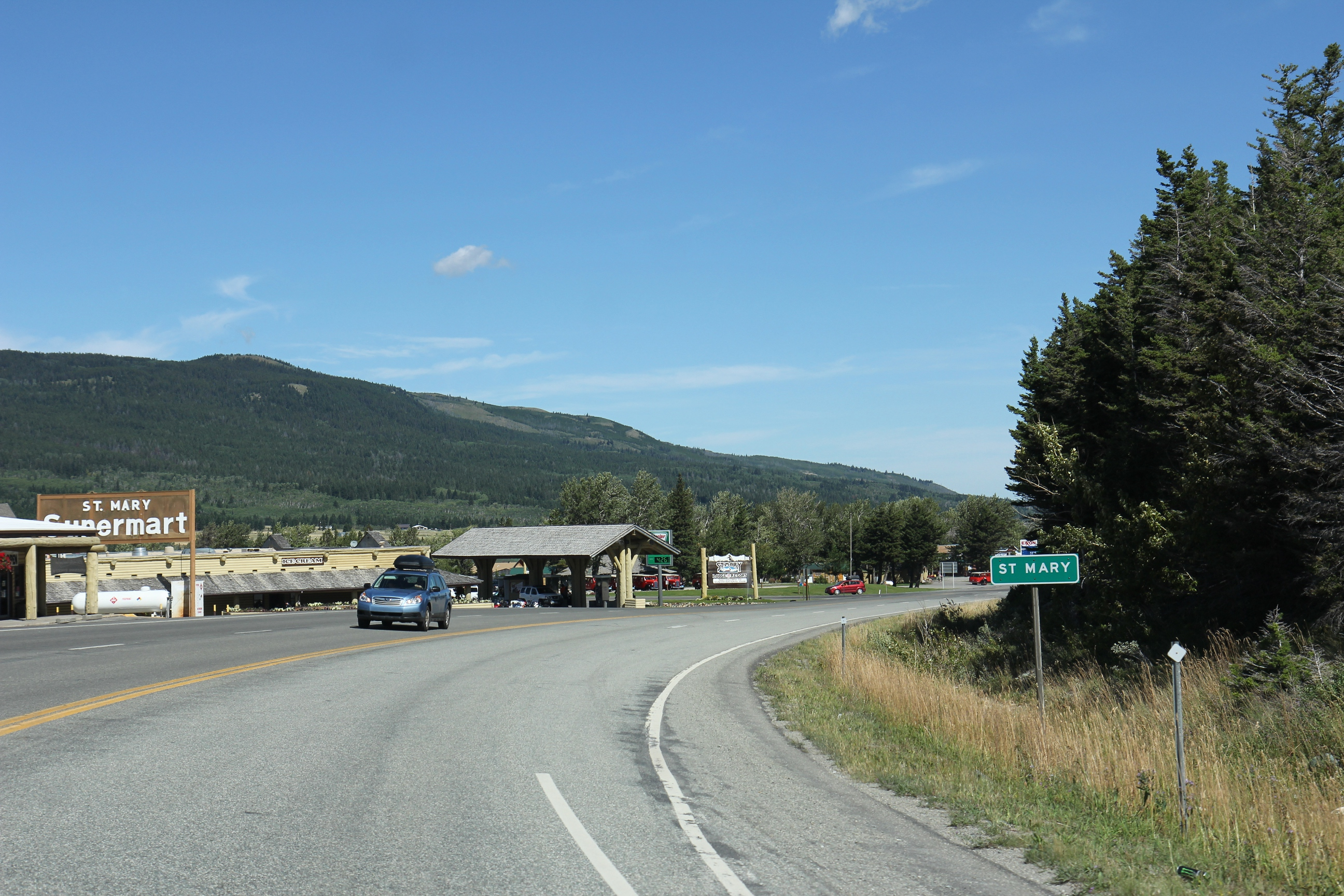
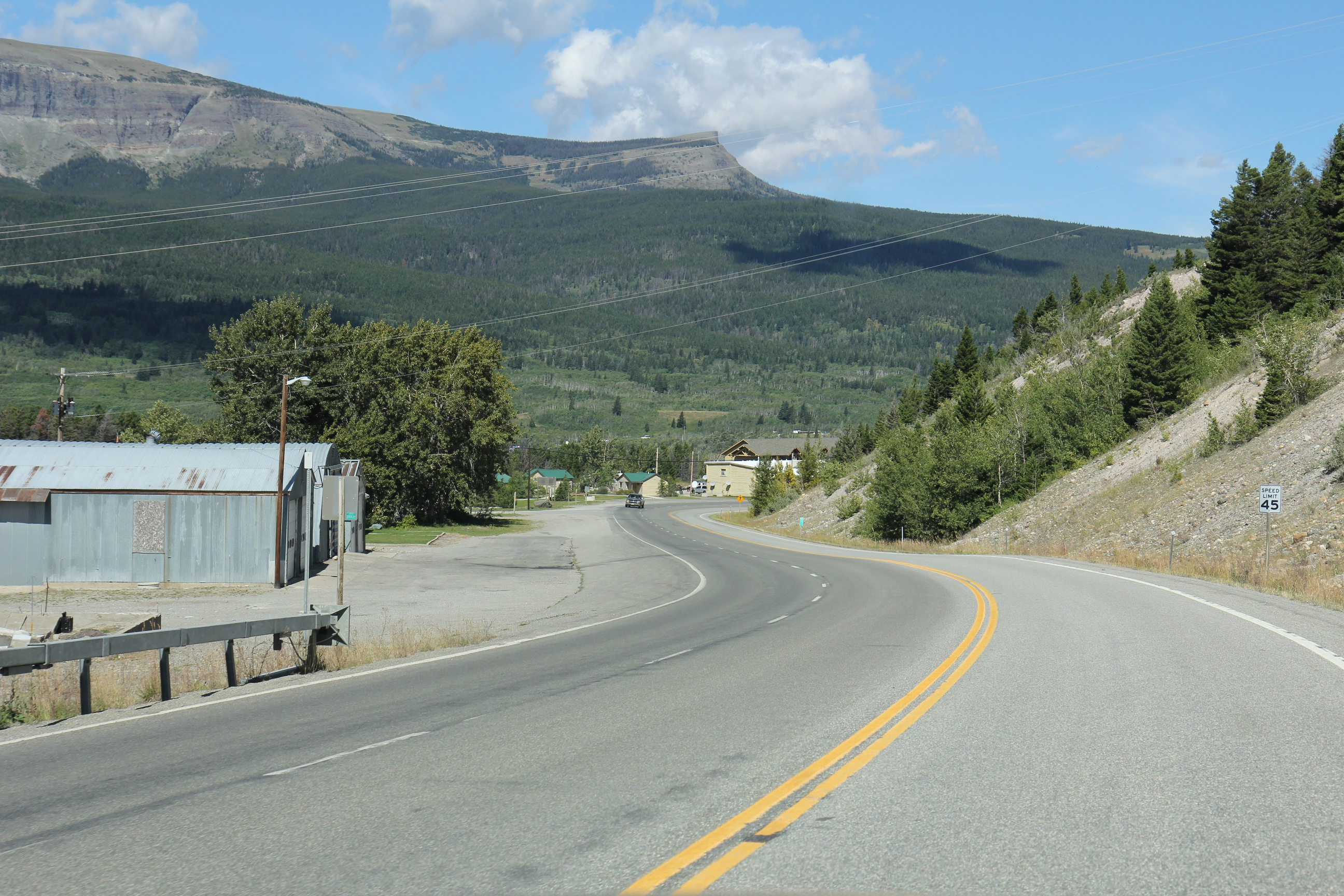
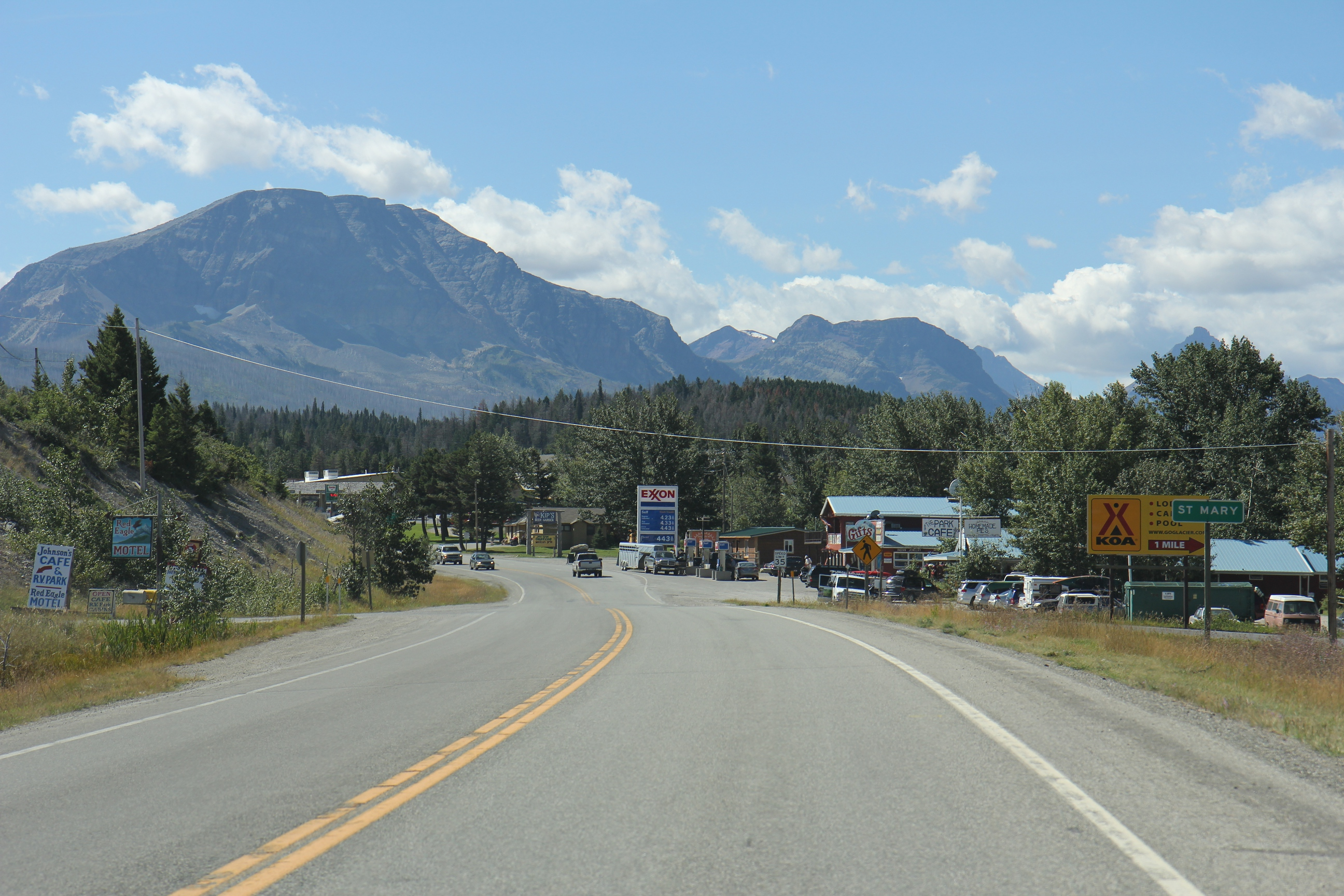